# Pee Wee Crayton
Connie Curtis Crayton, conhecido por Pee Wee Crayton, nasceu a 18 de Dezembro de 1914, em Rockdale, no Texas, foi um guitarrista e cantor de Rhythm and blues.
Começou a tocar guitarra em meados dos anos 30, quando foi viver para São Francisco. Aí, foi influenciado pela música de T-Bone Walker, mas desenvolveu o seu próprio estilo. A sua forma agressiva de tocar contrastava com a suavidade da sua maneira de cantar, no que foi copiado por muitos guitarristas de blues posteriores.
Em 1948 assinou um contrato com a editora Modern Records. Uma das suas primeiras gravações foi o instrumental "Blues After Hours", que chegou ao primeiro lugar nas tabelas de vendas de discos de R&B nesse ano, sendo seguida por gravações igualmente imaginativas como “Texas Hop” e “Poppa Stoppa". Nos anos 50 gravou em muitas outras editoras, nomeadamente em Nova Orleães e Chicago.
Pensa-se que Pee Wee Crayton foi o primeiro guitarrista de blues a usar uma Fender Stratocaster que lhe terá sido dada pelo próprio Leo Fender.
Apesar de um regresso modesto nos anos 70, não conseguiu obter mais sucessos comerciais.